# I. Abbász perzsa sah

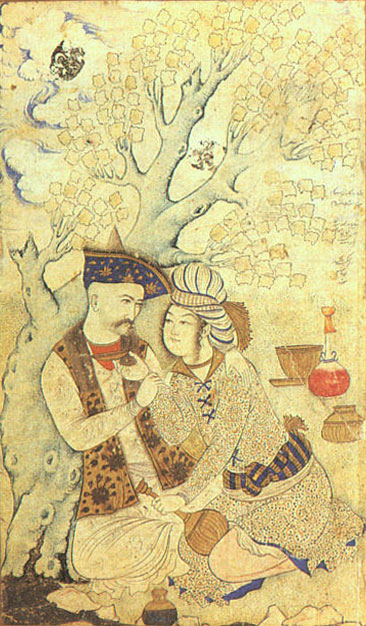
Abbász és egy bortöltő fiú. Muhammad Kászim miniatúrája 1627-ből

I. (Nagy) Abbász, perzsául Abbász-i Buzurg, modern ejtéssel Abbász-e Bozorg (Herát, 1571. január 27. – Asraf, 1629. január 21.) Szultán Muhammad Hudábanda fia, Perzsia sahja (uralkodott 1588. szeptember 9-étől haláláig), a Szafavida-dinasztia egyik legkiemelkedőbb tagja volt. Uralkodása alatt a belharcok által meggyengített Perzsiát megerősítette, határait minden irányban kiterjesztette, és Irán kulturális tekintetben is fénykorát élte. Építkezéseinek emlékei mindmáig kedvelt turisztikai látnivalók.

## Hatalomszerzés
A vak Szultán Muhammad Hudábanda és egy grúz felesége gyermekeként látta meg a napvilágot. A keleti üzbég és nyugati oszmán betörésekkel súlyosbított, országot megosztó törzsi harcok során már tízévesen Horászán urának nyilvánították, majd 1588. szeptember 9-én megbuktatta és bebörtönöztette apját, és október 1-jén megkoronázták. Az apjától trónörökösi rangot nyert öccsét, Abú Tálibot még 1590-ben megvakíttatta, és szintén elzáratta, nehogy fenyegetést jelenthessen trónjára, de az őt trónra tevő előkelőségeket sem kímélte. Abbász belátta, hogy a belső hátteret kell megteremtenie ahhoz, hogy a külső fenyegetéssel szemben felvehesse a harcot, ezért számos nyugati (iraki) és északi (kaukázusi) területről lemondva gyorsan békét kötött az Oszmán Birodalommal, és belenyugodott a Herát és Horászán feletti üzbég fennhatóságba.

## A belső viszonyok rendezése
Az oszmán fenyegetéstől tartva eltökélte, hogy Kazvinból átteszi székhelyét a déli Iszfahánba, ahol 1590-ben kezdte meg a palotanegyed és a központjául szolgáló Nags-e Dzsahán tér („Világ képe”) építtetését. Az udvar csak 1598-ban költözött végleg Dél-Iránba, és az építkezések némelyike (például a Sah-mecset munkálatai) nem is fejeződött be Abbász haláláig.
A sah tíz évig nem viselt háborút, eközben azonban mélyre ható változásokat hajtott végre állam- és hadszervezeti tekintetben. A szafavida állam fő támaszát megalakulásától kezdve a kizilbasok, azaz a síita türk nomád törzsek jelentették. Ez azonban a központi hatalom megrendülése esetén, amint az az 1570-es évekkel kezdődően történt, katasztrofális belpolitikai helyzetet alakíthatott ki: az egyes seregtestek az egymással rivalizáló törzsi vezetők ambícióit szolgálták ki, polgárháborúba taszítva az államot. Erre Abbász a központosításban találta meg a gyógyírt: a törzsi kizilbas haderőt erős, jól szervezett és képzett, állandó központi hadsereggel váltotta fel, amelynek létszáma mintegy 37 000 főnyire rúgott, és mintegy harmadát a jól felszerelt tüzérség adta. A kizilbasok még a lovasságból és a sah 3000 fős személyi testőrségéből is kiszorultak, helyüket grúzok és cserkeszek vették át. Az átalakításban az angol Robert Shirley és a grúz származású miniszter, Alláhvirdí kán – a híres Szi-o-sze pol építtetője – játszott főszerepet.
Mindennek anyagi hátterét a kincstár biztosította, ehhez azonban a tartományi adminisztrációt is meg kellett szabadítani a szakadár vezetők befolyásától. Abbász sah kezdte meg azt az utódai által is folytatott gyakorlatot, hogy az addig leginkább kormányzókat gazdagító állami földeket igyekezett a közvetlenül kincstári kezelésű birtokok (hássza) közé olvasztani, sőt olykor a kormányzóságokat magukat is felszámolta, és fővárosából gondoskodott igazgatásukról.

## Nagy győzelmek kora
Az új haderő 1598-ban indult meg az üzbégek ellen, akiket súlyosan megvert. Előrenyomulását nagyban megkönnyítette a sajbánida Abdalláh kán még abban az évben bekövetkező halála, melynek következtében az Üzbég Kánság szétesett. Horászán és Herát így ismét perzsa kézbe került, és a keleti határokat sikerült biztosítani.
Az Oszmán Birodalommal csak 1603-ban újult ki az ellenségeskedés, és Abbász rövid úton visszaszerezte Tebrizt a tizenöt éves háborúban Magyarországon lekötött III. Ahmedtől. Újabb háborúskodás 1615-ben tört ki a két muszlim birodalom között, és a gyengeelméjűnek mondott I. Musztafa lemondatását követően a lengyelországi harcokba beavatkozni akaró II. Oszmán 1618-ban békét kért, újabb területeket áldozva Abbásznak a Kaukázusban.

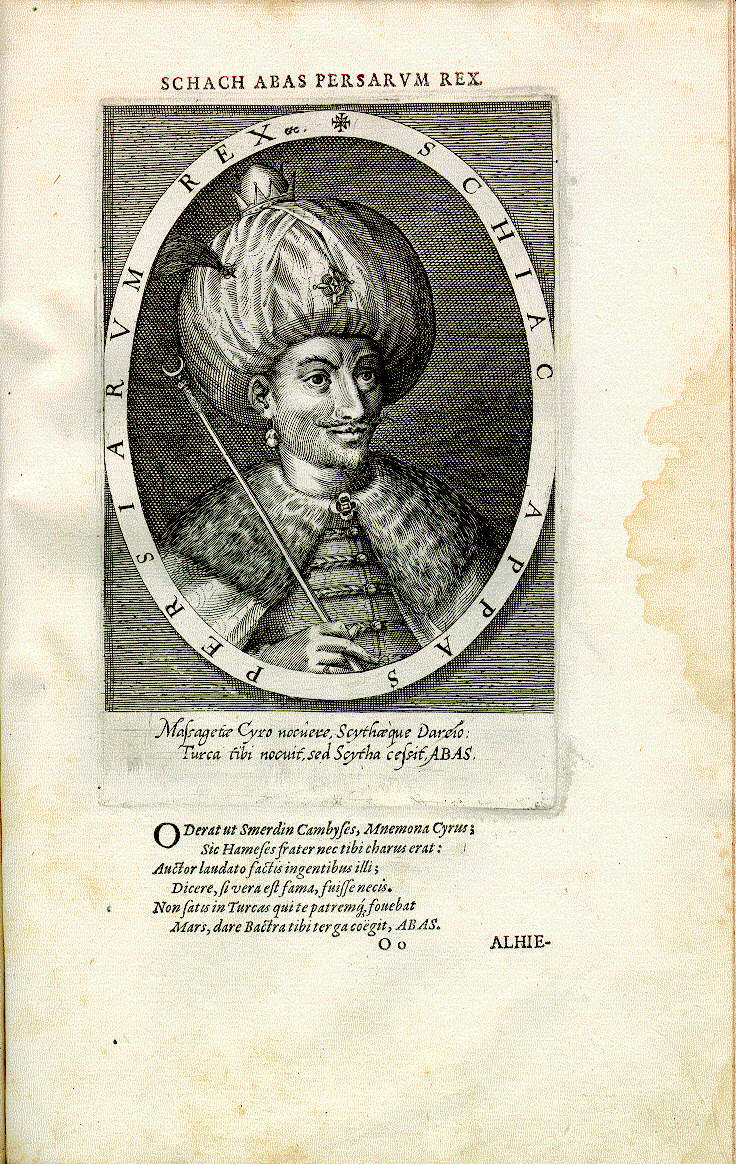
Nagy Abbász elképzelt arcképe az antwerpeni Dominicus Custos metszetén (Atrium Heroicum Caesarum, 1600-1602 k.)

Abbász végül 1624-ben ismét lerohanta nyugati szomszédját, kihasználva az 1623 óta uralkodó IV. Murád kiskorúságát. Ezúttal a síita iszlám szent helyeinek zömét magába foglaló Irak volt a célpontja, és sikeresen meg is hódította Mezopotámia nagy részét, így Bagdadot, Nedzsefet, Kirkukot és Dakúkot. Az oszmánok ellentámadása 1625–1626-ban kudarccal végződött. Abbásznak így uralkodása végére a valaha is Szafavidák által uralt összes területet sikerült birodalmában egyesítenie.

## Európai kapcsolatok
Az Oszmán Birodalom ellen vívott háborúkkal párhuzamosan Nagy Abbász igyekezett felvenni a kapcsolatot azokkal a nyugati uralkodókkal – így a Habsburgokkal –, akik szintén érdekeltek voltak az Oszmán Birodalom meggyengítésében. A nyugati kapcsolatok erősödését jelzi, hogy számos katolikus misszió – jezsuita, ferences, domonkos stb. – érkezhetett Iránba, amelynek ekkor számos keresztény (főleg örmény és grúz) lakója volt. A Tabrizhez közeli, azaz háborús övezetbe eső Dzsolfa örmény keresztény lakosságát 1604-ben telepíttette Iszfahán mindmáig létező Dzsolfa nevű negyedébe, ahol az nagy szerepet játszott a kulturális virágzás kibontakozásában.
Abbász 1602-ben felszámolta a bahreini portugál támaszpontot, hogy a Perzsa-öböl térségéből kiszorítsa az idegen hatalmat. A sah azonban csak a közvetlen érdekszférájában lépett fel ellenségesen az európaiak ellen: az erődöket építő portugálokkal ellentétben igyekezett gyümölcsöző kapcsolatokat kialakítani a Holland és Brit Kelet-indiai Társasággal. A portugálok 1612-ben visszatértek, és elfoglalták a Hormuzi-szorost ellenőrző Gamrúnt, amit Abbász 1615-ben hódított vissza tőlük angol támogatással. A várost ekkor nevezték el Bandar-Abbásznak, azaz „Abbász kikötőjének”, a briteknek pedig jutalomképpen még telep létrehozását is engedélyezték Dzsászk szigetén, és a katonai segítségért cserébe különféle kereskedelmi kedvezményekben is részesítették őket. (A történelem első angliai perzsa nagykövete a hadseregreformban kulcsszerepet játszó Robert Shirley lett.) A portugálokat 1622-re sikerült végleg kiűzni a Perzsa-öbölből Hormuz szigetének elfoglalásával.

## Reprezentáció: az új főváros
Abbász hadi és politikai sikerei mellett kultúrapártolásáért, különösen építkezései miatt is a kiemelkedő uralkodók sorába tartozik. Ennek nyomait leginkább Iszfahánban, az új központban láthatjuk. A sahi építkezéseket és egyéb művészeti megrendeléseket kiváló művészek, építészek és festők – köztük Rizá Abbászí vagy Muhammad Alí Rizá – műhelyeiben teljesítették.
Iszfahánban 1592-ben kezdődött meg az uralkodói negyed építése, mely a Nags-e Dzsahán (klasszikus kiejtés alapján Naks-i Dzsahán) tér köré összpontosult. A teret csak a 19. században parkosították, addig olykor reprezentációs vagy sportcélokra, olykor kivégzésekre használták – alapvetően azonban gigantikus karavánszerájhoz hasonlítható: a tér északi oldalához ugyanis a hatalmas bazár Abbász által építtetett bejárata kapcsolódik, melyet innen láttak el.

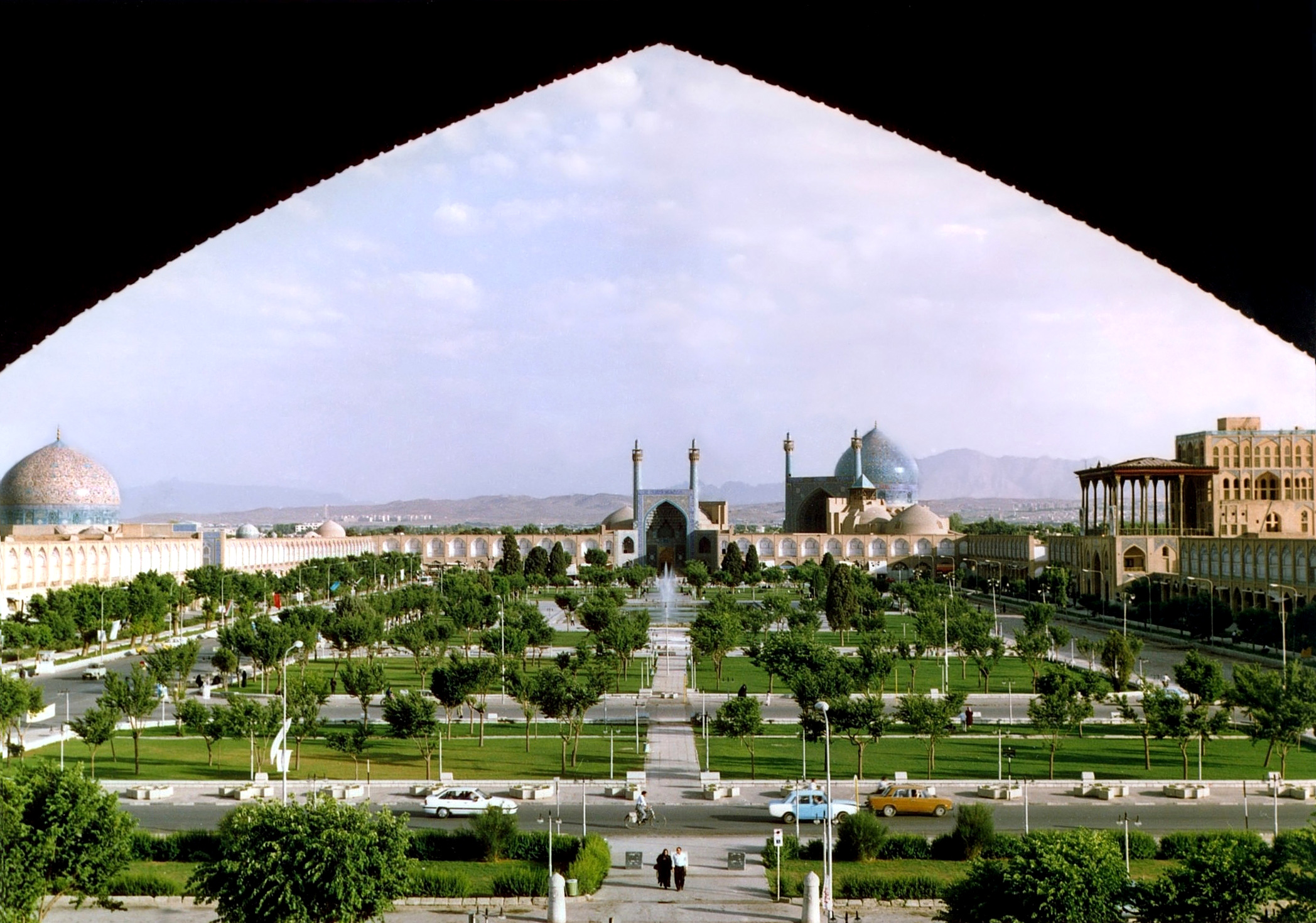
A Nags-e Dzsahán, azaz a Világ képe, Iszfahán reprezentatív célokból épült tere. Balra a Sejh Lotfolláh-, szemben a Sah-mecset látható, jobbra pedig az Álí Kápú-palota.

A hatalmas tér egyik előképe a részben vele párhuzamosan is épülő kermáni, a helyi kormányzó által építtetett és róla elnevezett Gandzs Alí kán-komplexum. Ez egy madraszát, két mecsetet, illetve egy-egy karavánszerájt, fürdőt, csatornát és bazárt foglal magába egy 99×45 méteres alapterületű tér körül. Abbász sah iszfaháni főtere ennél sokkal nagyobb: oldalai 512×159 méteresek.
Nyugati oldalát az isztambuli Báb-i Álí mintájára elnevezett Álí Kápú (jelentése szintén Magasságos Porta) királyi palotája foglalja el. A palotát 1598-ban foglalta el az uralkodói udvar, de csak 1617 körül készült el végleg. Szemben vele, a tér keleti oldalán az 1603-1617 között épített, egy Abbász által pártfogolt libanoni síita tudósról elnevezett Sejh Lutfolláh-mecset áll, melynek bejáratát a tér kialakítása miatt csak úgy lehetett a kiblának megfelelően tájolni, hogy elé álbejáratot építettek – ebből látható, hogy a teret az Álí Kápúhoz alkalmazkodva alakították ki. A tér déli oldalát a birodalom vallási központjának szánt, tekintélyes Sah-mecset (az iráni forradalom óta Imám-mecset) foglalja el. Ennek 1611 körül kezdődött építése, és bár láthatóan törekedtek a gyorsaságra, csak Nagy Abbász halálát követően fejeződött be teljesen.
A híres, világörökséghez sorolt tér a ma már csak néhány maradványában – az Álí Kápú mellett a Csehel Szotun vagy a Hast Behest-palota – fennmaradt, Abbász és utódai által kiépített palotanegyed része volt. Ezt nyugat felől a Csahár Bág nevű, máig létező sugárút határolta – előképe a Meshedben szintén Abbász által építtetett Hijábád felvonulási út –, melynek végében a ma szintén látható a Szi-o-Sze pol, azaz „Harminchárom híd”, amit íveinek számáról neveztek el.

## Hagyatéka, utódai

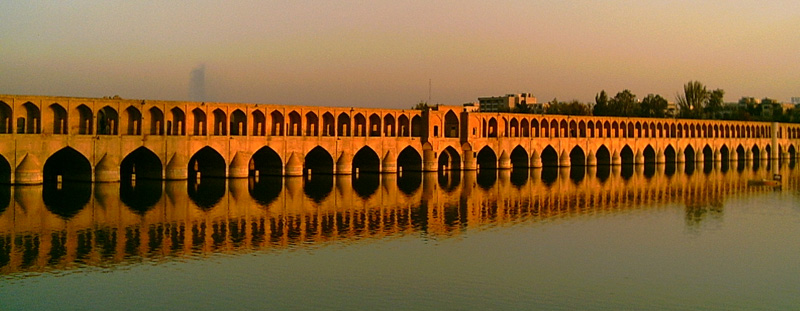
A Szi-o-sze pol, vagyis Harminchármas híd szintén Abbász korában épült

Az Irán megerősítésével, hódításaival, diplomáciájával és művészetpártolásával utókortól „Nagy” (perzsául bozorg, klasszikus kiejtéssel buzurg) melléknevet kiérdemlő Abbász sahnak legalább tíz feleségéről tudunk, köztük különféle kormányzók és udvari előkelőségek lányait, fivérei özvegyeit és VII. Bagrat és X. György kartli és I. Dávid kahetii grúz királyok lányait. Tőlük hét fia és nyolc lánya született.
Lányait szafavida szokás szerint a család távolabbi ágaihoz tartozó rokonaihoz vagy az ország előkelőségeihez adta feleségül. Vejei közül Muhammad Bákir Dámád, az ún. iszfaháni filozófiai iskola legkiemelkedőbb gondolkodója emelendő ki.
Az, hogy végül Abbászt első fiától, Muhammad Bákir Szafitól származó unokája követte az iszfaháni trónon I. Szafi néven, magának a sahnak volt köszönhető, ugyanis összeesküvéstől rettegve családját elzárva tartotta, felnőttkort megélő fiait pedig kivétel nélkül megölette (így Szafi apját is 1614-ben) vagy megvakíttatta. Abbász reformjainak köszönhetően azonban kiskorú unokája és tehetségtelen utódai mintegy száz évig meg tudták őrizni a birodalom egységét. Abbász hódításai közül csak az iraki térnyerés bizonyult ideiglenesnek, miután a tehetséges IV. Murád a nagy rivális halála után Bagdad visszaszerzésével torolta meg birodalma korábbi veszteségeit.